# Богуш, Вадим Анатольевич
Вадим Анатольевич Богуш (белор. Вадзім Анатольевіч Богуш) (род. 1975, Бобруйск) — доктор физико-математических наук, профессор, ректор Белорусского государственного университета информатики и радиоэлектроники (БГУИР).

## Биография
Закончил БГУИР в 1997 году. Трудовую деятельность в БГУИР начал с должности ассистента. В 2000 году защитил диссертацию на соискание ученой степени кандидата технических наук. С 2005 года — доцент по специальности «Электроника и микроэлектроника», с 2007 года — доктор физико-математических наук. Работал заведующим кафедрой метрологии и стандартизации БГУИР, затем проректором по учебной работе, проректором по научной работе Академии управления при Президенте Республики Беларусь, заместителем Председателя Национального статистического комитета Республики Беларусь.
С 1 июля 2014 года — первый заместитель Министра образования Республики Беларусь.
С 24 мая 2018 года — ректор Белорусского государственного университета информатики и радиоэлектроники.

## Сфера научных интересов
Область научных интересов связана с исследованием проблем управления безопасностью, электромагнитной и информационной безопасности в технических системах, разработкой теоретических основ и методов создания новых элементов и материалов для электронной техники.
Автор более 140 научно-исследовательских и учебно-методических работ, в том числе 5 монографий, из которых 1 единоличная и 1 издана за рубежом, более 40 научных статей в рецензируемых журналах, 4 патента РБ, 8 учебно-методических пособий.